# Mr. Big (opération policière)
Pour les articles homonymes, voir Mr. Big.
Mr. Big, également connu sous le nom de la technique canadienne, est une technique d'investigation utilisée par des policiers sous couverture afin de recueillir des confessions de la part de suspects, permettant ainsi de poursuivre ces derniers par la suite. Cette technique est utilisée dans certaines parties du Canada et de l'Australie.
Réservée aux crimes graves non résolus, la technique a permis d'obtenir des aveux puis des déclarations de culpabilité dans des centaines de dossiers. Les aveux obtenus sont souvent étoffés et confirmés par d'autres éléments de preuve.
Cette technique implique qu'un ou des agents de police gagnent la confiance des suspects en entraînant ces derniers dans une escalade de crimes fictifs. Une fois le ou les suspects impliqués dans ces « crimes », les agents tentent de les persuader de révéler les informations recherchées pour le crime dont ils sont suspectés à la base,.
Cette technique d'enquête est extrêmement complexe et nécessite une quantité importante de ressources humaines et financières. De ce fait, la technique est utilisée pour des cas de crime majeurs non résolus (meurtre, tentative de meurtre, etc.) pour lesquels aucune accusation n'a jamais été portée contre un suspect.

## Histoire
La technique d'enquête Monsieur Big est une invention canadienne. Bien que sa première ébauche paraisse remonter à 1901, sa version moderne date des années 1990, et la police continue d'y recourir depuis. Selon la GRC en Colombie-Britannique, en 2008, la technique avait été utilisée plus de 350 fois au Canada,. La technique est développée par la Gendarmerie royale du Canada (GRC) au début des années 1990 à Vancouver, en Colombie-Britannique, dans un cas d'affaire classée sans suite liée à un meurtre.
Au milieu des années 2000, la technique a été utilisée environ 180 fois au Canada et mène à la confession ou à l'écartement du suspect de l'affaire dans 80 % des cas. À la même époque, en Australie, à Victoria, la technique a été utilisée dans environ 20 cas depuis les années 1990 et a mené à la confession de plusieurs meurtriers. La police australienne a entrepris des procédures judiciaires pour tenter, sans succès, de supprimer les publications révélant les détails de ces tactiques.
Cette technique d'enquête a fait l'objet de plusieurs critiques au fil des années dû à des cas de fausses confessions de la part d'individus suspectés pour des crimes qu'ils n'avaient, finalement, pas commis.
En juillet 2014, dans l'arrêt R. c. Hart 2014 CSC 52, la Cour suprême du Canada a déterminé, dans une décision unanime, que cette technique doit être mieux encadrée, reprenant entre autres les arguments de l'Association canadienne des libertés civiles.
Les opérations Mr Big ont été utilisées à deux reprises dans des cas d'enquêtes ayant mené à des accusations liées à du terrorisme (R. c. Habib et R. c. Nuttall).

## R. c. Hart, [2014] 2 R.C.S. 544
Lorsqu'une enquête traditionnelle ne permet pas de résoudre un crime grave, les forces policières canadiennes recourent parfois à la technique appelée "Monsieur Big" (en anglais, Mr. Big). L'opération s'amorce par le piège que tendent au suspect des agents banalisés en l'amenant à se joindre à une organisation criminelle fictive de leur cru. Pendant plusieurs semaines ou plusieurs mois, le suspect se lie d'amitié avec les agents. On lui fait valoir que travailler pour l'organisation donne accès à des avantages financiers et permet de créer des liens d'amitié étroits. Il n'y a qu'un seul hic : le chef du gang - familièrement appelé Monsieur Big - décide de l'admission d'un nouveau membre au sein de l'organisation criminelle.
Le candidat est finalement convoqué par Monsieur Big à une sorte d'entretien où ce dernier lui parle du crime sous enquête policière et l'interroge à ce sujet. Monsieur Big écarte toute dénégation de culpabilité et exhorte le suspect à passer aux aveux. Au fil des questions posées par son interlocuteur, il devient évident au suspect que, s'il avoue le crime, il remportera le gros lot, soit une place au sein de l'organisation. Dès lors qu'il y a aveu, l'opération prend rapidement fin, puis le suspect est arrêté et inculpé.
La technique Monsieur Big s'est certes révélée efficace pour obtenir des aveux et des déclarations de culpabilité dans des centaines d'affaires qui, sinon, seraient demeurées non résolues. Les aveux obtenus sont souvent étoffés et confirmés par d'autres éléments de preuve. De toute évidence, la méthode est indispensable à la découverte de la vérité.
Or, la méthode a un revers. Le suspect se confie à Monsieur Big au cours d'un interrogatoire serré où il est soumis à de fortes pressions, parfois même à des menaces voilées, ce qui comporte le risque d'un aveu non digne de foi.
Enfin, l'opération Monsieur Big comporte également un risque d'abus. L'agent banalisé offre des gratifications, notamment sous forme d'argent, pour amener le sujet à avouer. Il fait régner un climat empreint de brutalité en montrant que celui qui trahit l'organisation criminelle s'expose à des actes de violence. Il faut en outre se pencher sur le genre de stratégie policière que la société est disposée à tolérer dans la recherche de la vérité.

## Film documentaire
En 2007, Tiffany Burns a réalisé Mr. Big (en), un film documentaire sur la technique. L’œuvre présente notamment des entrevues avec des cibles de cette technique et leur famille (Burns est la sœur de Sebastian Burns (en), qui a été condamné pour meurtre à la suite d'une opération Mr. Big) ainsi que des vidéos de la GRC montrant différents aspects de ce type d'opération.